# Psiconàutica

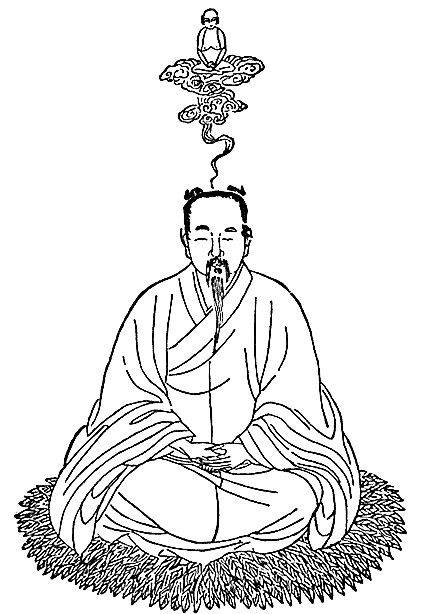
Il·lustració del Secret de la Flor Daurada, un llibre xinès d'alquímia i meditació.

El terme psiconàutica (Del grec ψυχή psychē ["ànima", "esperit" o "ment"] i ψυχή naútēs ["mariner" o "explorador"] — "un mariner de l'ànima") es refereix a una metodologia per descriure i explicar els efectes subjectius dels estats alterats de la consciència, incloent-hi aquells induïts per meditació o substàncies que alteren la ment, i a un paradigma de recerca on l'investigador per voluntat pròpia s'immergeix en un estat mental alterat per tal d'explorar les experiències acompanyants.
El terme psiconàutica deriva del terme anterior psiconauta, normalment atribuïda a l'autor Ernst Jünger per haver-lo utilitzat descrivint Arthur Heffter al seu assaig del 1970 a les seues experiències amb droga Annäherungen: Drogen und Rausch (literalment: "Aproximacions: Drogues i Inebriació").
El psiquiatre clínic Jan Dirk Blom descriu la psiconàutica com "l'exploració de la psique mitjançant tècniques com els somnis lúcids, entrenament de les ones cerebrals, privació sensorial, i l'ús d'al·lucinògens o enteogens", i un psiconauta com a qui "vol fer una recerca de la seua ment usant intencionadament estats alterats de consciència induïts" per a propòsits espirituals, científics o d'investigació.